# ウイルス性髄膜炎
ウイルス性髄膜炎（ウイルスせい ずいまくえん、英: Viral meningitis）は、ウイルス感染によって生じる髄膜の炎症である。無菌性髄膜炎と同義に扱われ、多くはウイルスが検出できなかったウイルス性髄膜炎と考えられている。

## 神経感染症の総論
発熱の原因が中枢神経であると疑われるとき、髄液検査を行い細胞数の増加があれば神経感染症を考える。神経感染症は、感染部位によって名称、症状が異なる。
| 名称     | 英語名              | 症状                                     |
| -------- | ------------------- | ---------------------------------------- |
| 脳炎     | encephalitis        | 頭痛、発熱、痙攣、意識障害、神経局所症状 |
| 髄膜炎   | meningitis          | 頭痛、発熱、嘔吐                         |
| 髄膜脳炎 | meningoencephalitis | 脳炎症状と髄膜炎症状                     |
| 硬膜炎   | pachymeningitis     | 頭痛、発熱、脳神経症状                   |
| 脊髄炎   | myelitis            | 発熱、対麻痺、膀胱直腸障害               |

中枢神経の急性ウイルス感染は慣例的に髄膜炎と脳炎という2つの症候に分けられる。しばしば、髄膜炎症状に脳炎症状を伴うことがあり髄膜脳炎という言葉もある。ウイルス性髄膜炎とウイルス性髄膜脳炎を鑑別する一般的な方法は意識レベルの変化、単発あるいは多発する巣症状、痙攣でありこれらが見られるときに髄膜脳炎の診断が示唆される。頭痛、項部硬直、羞明があって意識レベルが正常であるのはウイルス性髄膜炎の特徴である。概念では髄膜炎(meningitis)とは、くも膜、軟膜およびその両者に囲まれたくも膜下腔の炎症を示す。髄膜炎は持続する頭痛と発熱を主徴とし、髄膜刺激症候を認め、髄液細胞の増加を示す。炎症がくも膜下腔から軟膜をこえて脳実質に及ぶと意識障害や痙攣といった神経症状を起こし、髄膜脳炎(meningoencephalitis)に至ると考えられている。

## 無菌性髄膜炎とウイルス性髄膜炎
無菌性髄膜炎は通常のグラム染色、培養検査で病原体が見つからない髄膜炎をいう。ウイルス性髄膜炎と無菌性髄膜炎はしばしば互換的に用いられるがそれは適切ではない。多くはウイルス性髄膜炎と考えられるが、結核性髄膜炎、真菌性髄膜炎、ライム病、回帰熱、ブルセラ症、レプトスピラ症マイコプラズマの一部も無菌性髄膜炎として発症することがあるからである。
1925年にWallgrenによって記述された無菌性髄膜炎の規定する定義は以下のとおりである。
1. 急性発症である
2. 髄膜刺激症状の徴候
3. 髄液所見では単核球優位の異常を呈する
4. 髄液の塗沫標本や培養からは細菌が検出されない
5. 髄膜以外の場所に感染病巣を認めない
6. 自己制約的であり良性の経過をとる

この定義では、感染性でもウイルス性（エンテロウイルス、ムンプス、リンパ球脈絡髄膜炎ウイルス、HIV、その他）、非ウイルス性（結核、真菌、マイコプラズマ、リケッチア、梅毒、ライム病、回帰熱、ブルセラ症）、その他としては細菌性髄膜炎治療中、髄膜周辺の感染源、心内膜炎を伴う髄膜炎、急性散在性脳脊髄炎（傍感染性症候群）、非感染性ではCNSループス、サルコイドーシス、片頭痛、外傷性腰椎穿刺、慢性良性リンパ球性髄膜炎、血管炎、髄膜癌腫症、薬剤性（イブプロフェン、イソニアジド、アザチオプリンなど）があげられる。症状が10日以上持続した場合は結核性髄膜炎や真菌性髄膜炎の可能性も考えられ髄液検査を再検する必要がある。

## 原因
国立感染症研究所の感染症発生動向調査（IDWR）によると、無菌性髄膜炎の85%はエンテロウイルスによるものとされている。日本ではエコーウイルスとコクサッキーウイルスによるものが多い。2009年〜2013年ではエコーウイルス6、エコーウイルス7、エコーウイルス9、エコーウイルス18、コクサッキーウイルスA4、コクサッキーウイルスA9、コクサッキーウイルスB4、コクサッキーウイルスB5、エンテロウイルス71、ムンプスウイルスが多い。特にエコーウイルス6とコクサッキーウイルスB群が多い。
原因不明の脳炎の鑑別にヒトパルボウイルスB19を含めるべきであるという意見もあるが健常者でも脳脊髄液からヒトパルボウイルスB19のDNAは検出されるため診断は難しい。

## 経過
エンテロウイルスによるウイルス性髄膜炎の多くは発熱、悪心、嘔吐で発症する。発熱は38〜40度程度で様々であるが5日程度持続する。時に非特異的な急性熱性疾患が先行する二相性となる。通常は単相性の経過をとる予後良好な疾患である。中には髄膜脳炎の病型を呈することがあり、意識障害、痙攣、巣症状を呈することがある。まれに4週間以上にわたり症状が遷延し慢性髄膜炎を呈する場合や経過中に再発性経過とるものがある。モラレ髄膜炎（Mollaret髄膜炎）は再発性で予後良好な疾患でHSV-2が原因であることが多い。エコーウイルス9が原因の場合は皮疹が30〜50%で認められる。

## 検査
血液抗体検査
血清ウイルス抗体価を入院時と2週間後の測定し4倍以上の上昇があるか、もしくは単回の測定で基準値の64倍以上の上昇があれば起因ウイルスの可能性が高い。抗体はCF法やELISA法で測定されるがELISA法の方が好感度であるが偽陽性が多い。マイコプラズマ抗体価（HA）で160倍以上あり寒冷凝集素も128倍以上の場合はマイコプラズマによる無菌性髄膜炎も疑う。
髄液検査
髄液初圧、細胞数と分画、髄液糖/血液糖比、髄液蛋白量、グラム染色、細菌培養が行われる。
|                  | 液圧         | 外観               | 線維素析出       | 細胞数          | 主な細胞 | 蛋白質      | 糖          | 塩素          | トリプトファン反応 |
| ---------------- | ------------ | ------------------ | ---------------- | --------------- | -------- | ----------- | ----------- | ------------- | ------------------ |
| 基準値           | 70〜180mmH2O | 無色透明           | なし             | 5/mm3以下       | 単核球   | 15〜45mg/dl | 50〜80mg/dl | 118〜130mEq/l | なし               |
| ウイルス性髄膜炎 | ↑            | 無色透明           | なし             | ↑〜↑↑           | 単核球   | ↑           | ±           | ±             | なし               |
| 結核性髄膜炎     | ↑↑           | 無色透明、日光微塵 | ＋（くも膜様）   | ↑↑↑（200〜500） | 単核球   | ↑↑          | ↓↓          | ↓↓            | ＋＋               |
| 細菌性髄膜炎     | ↑↑↑          | 膜様混濁           | ＋＋＋（膜様塊） | ↑↑↑（1000以上） | 多形核球 | ↑↑          | ↓↓          | ↓↓            | ＋＋               |

典型的には細菌性髄膜炎では多核球優位でウイルス性髄膜炎では単核球優位であるが、初期には細菌性髄膜炎でもリンパ球優位であったり、エンテロウイルス髄膜炎では初期には多核球優位で経過の後半にリンパ球に移行するものもある。ウイルス性髄膜炎で髄液検査が最初は多核球優位のときには6〜8時間後の腰椎穿刺で単核球優位になり診断可能という報告もあるが、エコーウイルス髄膜炎では数時間程度の後に腰椎穿刺しても多核球優位から単核球優位に移行しないという報告もある。いずれにせよウイルス性髄膜炎では経過後半では単核球優位となる。多核白血球優位の髄液細胞増多の所見を得たときは、経験的に抗菌薬投与を開始して、髄液培養が陰性になるまで続けるべきである。無菌性髄膜炎を疑っているが2回めの髄液検査で単核球優位への移行がみられないことがある
この場合に抗菌薬を継続するかは臨床経過とグラム染色と培養の結果次第である。髄液細胞数が1000/μl以下の時の細菌性髄膜炎、あるいはリステリア菌による細菌性髄膜炎髄液のリンパ球増加が報告されている。リンパ球増多はリステリア菌性髄膜炎の症例の約25%で報告されている。
髄液糖/血液糖比は0.6以下が異常値であり0.4以下は細菌性髄膜炎を強く疑う。髄液糖/血液糖比が低下する病態の代表は細菌性髄膜炎である。しかしそれ以外に単純ヘルペス髄膜脳炎、リンパ球性脈絡髄膜炎（LCMウイルス）、ムンプス髄膜炎、結核性髄膜炎、真菌性髄膜炎、癌性髄膜炎、サルコイドーシス、低血糖でおこりえる。
症状が10日以上持続するときはすべての症例で髄液検査を反復する必要がある。
髄液抗体検査
髄液抗体検査ではIgM抗体陽性もしくはIgG抗体が2週間の間隔をあけたペアの髄液検査で4倍以上に上昇する場合を優位とする。
髄液特殊検査
髄液CRP、髄液乳酸値、髄液TNF-α、髄液プロカルシトニンは無菌性髄膜炎との鑑別に有用と考えられている。小児でも成人でも急性細菌性髄膜炎では髄液TNFαは高値をしめす。HSVやVZVによるウイルス性髄膜炎では中等度高値をしめす。特にエンテロウイルスによるウイルス性髄膜炎では高値を示さない。
頭部MRI
頭部MRIでは髄膜の異常増強効果で髄膜炎の診断の手がかりになる。これはウイルス性髄膜炎の診断のためよりも他疾患の検出に有効なことがある。異常増強効果は硬膜、硬膜下、くも膜が主体のDA型(dura-arachnoid pattern)とくも膜下、軟膜が主体のPS型(pia-subarachnoid space pattern)が知られ、それぞれびまん性と限局性が知られている。
DA型限局性
髄膜腫などのdual tail signや悪性腫瘍の硬膜転移、開頭術やシャント術後、サルコイドーシス、関節リウマチ、肥厚性硬膜炎、脳出血や脳梗塞や脳静脈瘻近傍の硬膜、頭蓋の腫瘍や炎症周囲の硬膜などで認められる。
DAびまん型
開頭術やシャント術後、くも膜下出血後、がん性髄膜炎を含む髄膜炎や特発性低髄液圧症候群などで認められる。
PS限局型
サルコイドーシス、sturge-weber症候群やリウマチ性髄膜炎（軟膜炎）などで認められる。
PSびまん型
くも膜下出血後、各種薬剤の髄注、がん性髄膜炎を含む髄膜炎、サルコイドーシスなどで認められる。

## 鑑別
細菌性髄膜炎
ウイルス性髄膜炎の髄液検査では初期は多核球優位の細胞数増加を示すことがあり、細菌性髄膜炎との鑑別が必要となる。Spanosらは髄液糖/血糖比<0.23、髄液蛋白>220mg/dl、多核白血球>1180/mm3、総白血球>2000/mm3の3項目のうち1つでもあればウイルス性髄膜炎ではなく細菌性髄膜炎と述べている。Nigrovicらの小児の検討では髄液のグラム染色陽性、髄液蛋白>80mg/dl、末梢好中球数>10000/mm3、痙攣にて発症、髄液多核白血球>1000/mm3の5項目でグラム染色陽性が2ポイントで他の項目を1ポイントとすると、2ポイントで87%の感度で細菌性髄膜炎を予知し、0ポイントは100%の感度で細菌性図膜炎を否定した。
意識清明、髄液グラム染色陰性、髄液糖/血糖比>0.4かつ髄液蛋白<100mg/dlであれば無菌性髄膜炎と診断し抗菌薬投与せず経過観察可能であるが、上記基準を満たさないならば細菌性髄膜炎を否定できないため抗菌薬投与する。また髄液検査は繰り返し行う必要がある

## 治療
細菌性髄膜炎や脳炎が鑑別できるまでは両者の治療を併用する必要がある。
抗ウイルス薬
ヘルペス髄膜脳炎を疑う場合はアシクロビルの投与を行う。サイトメガロウイルス脳炎を疑う場合はガンシクロビル（デノシン）を考慮する。
ステロイド
ステロイドパルス療法を加えることがある。急性散在性脳脊髄炎(ADEM)との鑑別が困難な例や意識障害や痙攣重積を伴う場合は積極的に投与する。
坑浮腫薬
グリセオールなどを投与する。
NSAIDS
頭痛に対して用いるがNSAIDS自体が薬剤性髄膜炎を起こすことがある。
消化管機能改善薬
頭蓋内圧亢進症に対する嘔気の緩和に用いる。